# 速率限制
在计算机网络中，速率限制（英語：Rate limit）指控制计算机发送或接收的请求之频率。可以用于预防拒绝服务攻击和限制网页抓取。

## 硬件设备
硬件设备可以限制OSI模型第4层或第5层上的请求速率。如果接收到带有显式拥塞通知标记的数据包，发送方的网络协议栈以及沿途的任何路由器的排队规则都可以引起速率限制。
虽然硬件设备可以限制传输层上给定范围的 IP 地址的速率，但它可能会阻塞具有许多用户的网络，比如这些用户可能在在网络地址转换的IP之后。
深度包检测可用于在会话层进行过滤，但将有效解除设备与协议服务器（即 Web 服务器）之间的加密协议，如TLS。